# Stara Wisła (wieś)
Stara Wisła (niem. Alt Weichsel) – wieś sołecka w Polsce położona w województwie pomorskim, w powiecie malborskim, w gminie Miłoradz na obszarze Wielkich Żuław Malborskich. Wieś znajdowała się na szlaku Żuławskiej Kolei Dojazdowej. 
Wieś królewska położona była w II połowie XVI wieku w województwie malborskim. W latach 1975–1998 miejscowość administracyjnie należała do województwa elbląskiego.
Miejscowość datowana na początek XIV wieku. Nazwa pochodzi prawdopodobnie od dawnego starorzecza wiślanego. We wsi znajdują się pozostałości cmentarza mennonickiego.